# بی ترین
تولیدی بی ترِین (به ژاپنی: ビィートレイン株式会社) یا بی‌ترین (Bee Train) یک استودیوی پویانمایی ژاپنی است که در سال ۱۹۹۷ توسط کوئیچی ماشیمو (Kōichi Mashimo) بنیان نهاده شد.

## تاریخچه
استودیوی بی‌ترین (قطار زنبور) در سال ۱۹۹۷ توسط کوئیچی ماشیمو (Kōichi Mashimo) بنیان نهاده شد.